# Кугёль

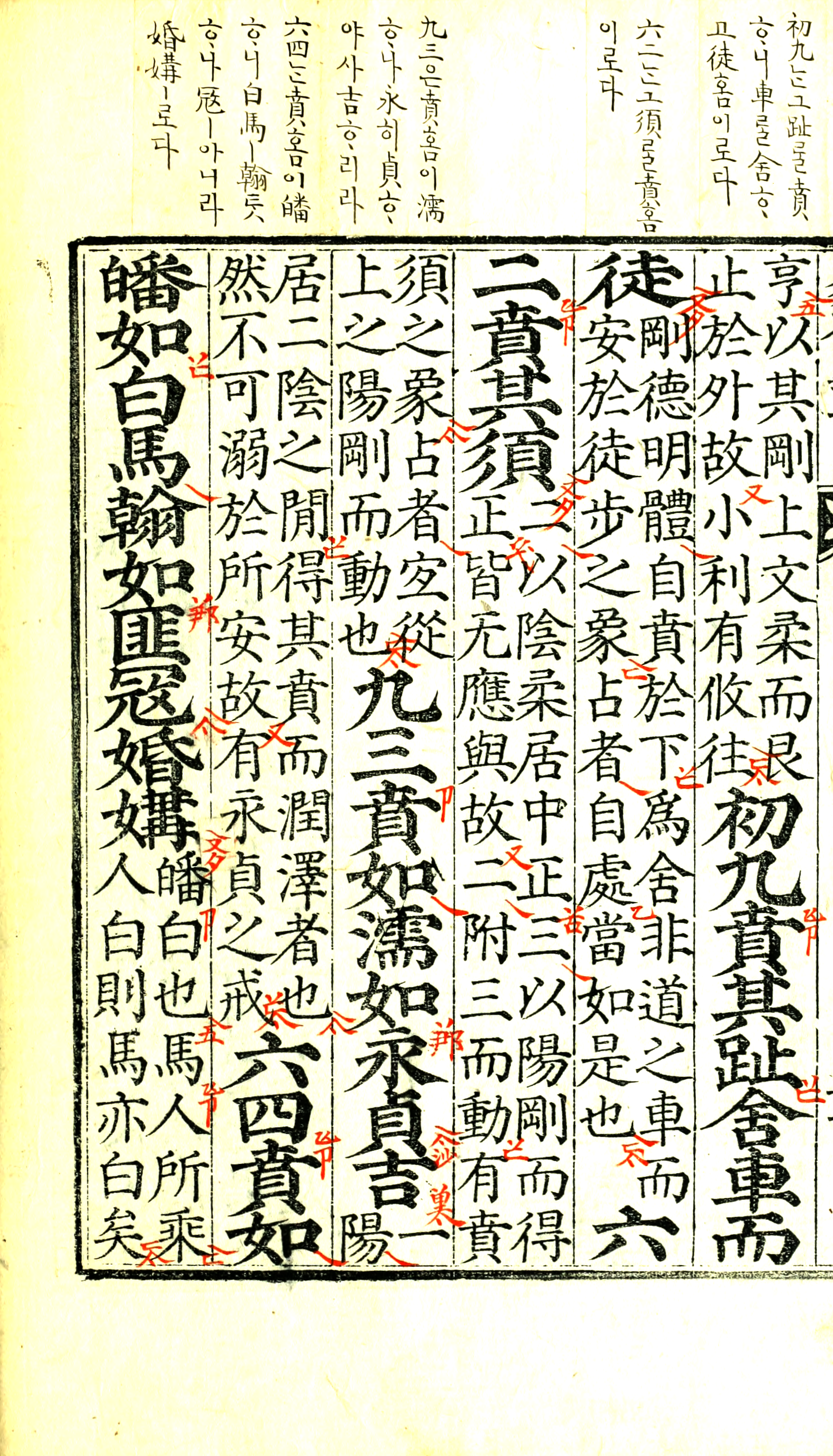
Страница из Книги Перемен с корейской аннотацией. Красные символы внутри текста — кугёль. Сверху на полях дан перевод текста на корейский с использованием хангыля

Кугёль (кор. 구결?, 口訣?) — корейская система аннотирования текстов на классическом китайском языке. Использует фрагменты созвучных иероглифов для передачи корейских грамматических частиц и показателей.

## Название
Название «кугёль» можно перевести как «разделение фраз». Это название произошло от другого слова, означающего использование ханча для передачи средневекового корейского языка: ипкёт (입겿). Кугёль также называют тхо (토, 吐) и хёнтхо (현토, 懸吐), где тхо означает «аффикс». Ещё одно название кугёля — сокый (석의, 釋義) «интерпретация классики».

## История
Самые ранние сохранившиеся примеры кугёля восходят к XI веку н. э., но есть свидетельства, что она могла использоваться уже в VII веке. В ранней его версии китайские иероглифы использовались для записи корейских слов по смыслу — например, иероглиф 有 «быть» записывал слог 잇, который используется в корейском слове 있다 итта «быть». К концу эпохи Корё иероглифы стали использоваться для записи слогов по своему звучанию. Поздний кугёль был формализован Чон Монджу и Квон Гыном около 1400 года по приказу короля Тэджона. Основные конфуцианские трактаты были переведены на кугёль.
Кугёл следует отличать от системы иду, использовавшейся для записи корейского языка в форме, напоминающей классический китайский, а также от системы хянчхаль, использовавшейся для транскрипции корейского китайскими иероглифами.